# Блаж Слишковић
Блаж Слишковић (Мостар, 30. мај 1959) је босанскохерцеговачки фудбалски тренер и бивши фудбалер.
Надимак му је био "балкански Марадона". Играо је на позицији везног играча.
Био је познат по погоцима из корнера.
Повреда га је спречила да направи успешну каријеру у иностранству и да наступи на СП 1982.
Није живео спортским животом. Често је бежао из карантина са припрема репрезентације Југославије, за коју је наступао 26 пута и постигао 3 гола.
Наступао је за италијанску Пескару и француске клубове Ленс и Милуз. Након осамостаљивања Хрватске постаје члан Хрватског драговољца, а каријеру завршава у мостарском Зрињском.
Од 2002. до 2006. био је селектор репрезентације Босне и Херцеговине.